# Levante de Locumba
Levante de Locumba (em castelhano:  Levantamiento de Locumba), ou também denominado locumbazo, foi uma rebelião militar ocorrida em 29 de outubro de 2000, em Locumba, departamento de Tacna, no Peru, liderada pelo comandante do exército peruano Ollanta Humala Tasso juntamente com seu irmão, o major de infantaria reformado, Antauro Humala Tasso. O levante pretendia exigir a renúncia do presidente Alberto Fujimori, que havia sido reeleito pela segunda vez em eleições consideradas ilegítimas; entretanto, naquela altura o regime fujimorista já estava em declínio. Este evento marcou o início da carreira política de Ollanta Humala, que o levou à presidência do Peru em 2011.